# أرثر (اسم)
أرثر (بالإنجليزية: Arthur) هو اسم علم شخصي مذكر غربي، يعتبر من أكثر الأسماء المنتشرة في دول الغرب وتعود شهرته نسبةً إلى الملك آرثر الأسطوري الموجودة قصصه في ثقافة الشعوب الأنجلوسكسونية والغالية، معنى الاسم مشتق من كلمة أرتوريوس من اللغة اللاتينية وألتي تعني النبيل. لهذا الاسم أشكال أخرى في اللغات الأخرى مثل أرتور وأرتورو وأرتر وأرت وأردر.

## الشخصيات
- أرثر ميلر كاتب وروائي أمريكي
- أرثر أش لاعب كرة مضرب أمريكي
- أرثر سيسيل ألبورت طبيب جنوب أفريقي
- أرثر والس أكسيل عالم نباتي بريطاني
- أرثر إرز فون ستروسنبيرغ قائد عسكري نمساوي مجري
- أرثر نزاريان سياسي لبناني أرمني
- أرثر هندرسون سياسي بريطاني
- آرثر كونان دويل روائي وطبيب أسكتلندي
- آرثر هولمز عالم أرض بريطاني
- آرثر بالدر مخرج سينمائي وكاتب أمريكي إسباني
- آرثر سي كلارك روائي ومهندس بريطاني
- آرثر رامبو شاعر فرنسي
- آرثر شوستر فلكي بريطاني ألماني
- آرثر أمير ويلز
- آرثر أمير كونوت أمير وقائد عسكري بريطاني
- آرثر أوكس سولزبيرجر الابن صحفي أمريكي
- آرثر أوهارا وود لاعب كرة مضرب أسترالي
- آرثر آربري مستشرق وكاتب بريطاني
- آرثر بونسومبي كاتب ودبلوماسي بريطاني
- آرثر بوريت طبيب وجراح وسياسي نيوزلندي
- آرثر بيرنانديس مدرب ولاعب كرة قدم برازيلي
- آرثر بزكوير لاعب شطرنج أمريكي
- آرثر باركلي سياسي ليبيري
- آرثر ويتن براون طيار بريطاني
- آرثر تانسلي عالم نبات إنجليزي
- آرثر تشونغ سياسي غواياني
- آرثر جافي رياضياتي وفيزيائي أمريكي
- آرثر جفري مستشرق ومؤرخ أسترالي
- آرثر جيفري ووكر رياضياتي وفيزيائي بريطاني
- آرثر جيمس بلفور سياسي بريطاني
- آرثر جايتون طبيب أمريكي
- آرثر جيفري ديمبستر فيزيائي أمريكي كندي
- آرثر جونسون لاعب ومدرب كرة قدم إنجليزي
- آرثر جيمس سياسي أمريكي
- آرثر إيفانز عالم آثار بريطاني
- آرثر دو غوبينو دبلوماسي فرنسي
- آرثر دريوري رجل أعمال إنجليزي
- آرثر روبنشتاين عازف بيانو أمريكي بولندي
- آرثر رودولف هانتش كيميائي ألماني
- آرثر روبين عالم اقتصاد إسرائيلي
- آرثر رادفورد قائد عسكري أمريكي
- آرثر سوليفان ملحن إنجليزي
- آرثر غولدن روائي وكاتب أمريكي
- آرثر غولدبرغ سياسي أمريكي
- آرثر زيكو لاعب ومدرب كرة قدم برازيلي
- آرثر زبوريل لاعب كرة مضرب نمساوي
- آرثر كيلي رياضياتي ومحامي إنجليزي
- آرثر كلوكي رسام ومخرج أمريكي
- آرثر كيث عالم تشريح أسكتلندي
- آرثر كوستلر فيلسوف مجري
- آرثر كورن فيزيائي ورياضياتي ألماني
- آرثر كومبتون فيزيائي أمريكي
- آرثر كورنبرغ طبيب وكاتب أمريكي
- آرثر كرستوفر بلومير ممثل كندي
- آرثر لافر اقتصادي أمريكي
- آرثر لويس اقتصادي بريطاني
- آرثر ليفينسون رجل أعمال أمريكي
- آرثر شاولو فيزيائي أمريكي
- آرثر موران فيزيائي فرنسي
- آرثر ماكدونالد فيزيائي كندي
- آرثر ميدلتون سياسي بريطاني
- آرثر ماك آرثر سياسي أمريكي
- آرثر موريس لاعب كريكت أسترالي
- آرثر نومان لاعب كرة قدم هولندي
- آرثر هولمز عالم أرض بريطاني
- آرثر هونيغر ملحن سويسري
- آرثر هانت عالم مصريات إنجليزي
- آرثر هندرسون سياسي بريطاني
- آرثر هاردن كيميائي بريطاني
- آرثر ويلزلي مخرج كندي
- آرثر ويلزلي قائد عسكري بريطاني
- آرثر وير لاعب كرة مضرب أمريكي
- آرثر واسكو ناشط أمريكي يهودي
- آرثر وين صحفي بريطاني

### شخصيات خيالية
- الملك آرثر
- آرثر هستنغز إحدى شخصيات شارلوك هولمز
- آرثر (رسوم متحركة)